# خانه جغد
خانه جغد (به انگلیسی: The Owl House) انیمیشن سریالی آمریکایی فانتزی می‌باشد که توسط دینا تراس خلق شده‌است و از ۱۰ ژانویهٔ سال ۲۰۲۰ تا ۸ آوریل سال ۲۰۲۳ در شبکه دیزنی پخش می‌شد.